# Associazione Sportiva Varese 1910 2014-2015
Questa voce raccoglie le informazioni riguardanti l'Associazione Sportiva Varese 1910 nelle competizioni ufficiali della stagione 2014-2015.

## Stagione
Al termine della stagione 2013-2014, conclusasi con la conquista della salvezza ai play-out contro il Novara, il Varese riconferma Stefano Bettinelli come allenatore della prima squadra.
La dirigenza incontra tuttavia delle difficoltà nell'iscrivere la squadra al campionato di Serie B 2014-2015: la mancata presentazione dei documenti entro il 30 giugno causa l'irrogazione di un punto di penalità da scontare durante la stagione. Il presidente Nicola Laurenza afferma di aver acquistato una società fortemente indebitata, per circa 9,5 milioni, di cui 2 contratti con fornitori e procuratori, e 7,7 con l'erario, accusando il suo predecessore Antonio Rosati di non avergli reso nota tale situazione prima di cedergli la proprietà e annunciando un forte piano di contenimento dei costi. Rosati replica definendo il monte debiti "normale" per il mondo del calcio e dicendo di aver aiutato il Varese anche dopo la sua uscita di scena, dichiarandosi finanche disponibile a riprendere in carico la società se necessario.
Il 15 luglio alle ore 18:19, 41 minuti prima del termine ultimo per onorare gli stipendi arretrati e perfezionare l'iscrizione, il segretario generale Giuseppe D'Aniello riesce infine a depositare presso la sede della Covisoc l'attestazione di garanzia del prestito e della fideiussione da 800.000 euro, ottenuti grazie a un accordo con UBI Banca, necessari per iscrivere il Varese al campionato. Il giorno stesso la squadra si raduna allo Stadio Franco Ossola, per poi recarsi in ritiro a Morgex dal 19 luglio al 2 agosto. Tuttavia questo ritardo comporta l'applicazione di un punto di penalità in classifica, da scontarsi nella stagione corrente.
Sempre a luglio la società chiama Oliviero Di Stefano a ricoprire il ruolo di vice-allenatore, facendolo figurare tuttavia come tecnico principale della squadra biancorossa, essendo egli provvisto (a differenza inizialmente del tecnico "titolare" Bettinelli) del brevetto per allenare in Serie B. Bettinelli sarà poi ammesso al corso per l'abilitazione a "Allenatore Professionista di prima categoria-UEFA PRO" in settembre. Il 15 settembre la società conclude il pagamento degli emolumenti relativi agli ultimi mesi della stagione precedente, evitando un ulteriore punto di penalità. Il mese successivo, tuttavia, salta il pagamento dei versamenti dovuti, preferendo pagare debiti con fornitori e personale, andando di fatto incontro al secondo punto di penalità.
Due giorni dopo, il 18 ottobre, in seguito alla sconfitta con il Bologna, la lite tra il responsabile dell'area tecnica Cannella (nominato solo un mese prima in tal ruolo) e il direttore sportivo Ambrosetti porta al licenziamento di quest'ultimo e al ricollocamento di Cannella quale consulente esterno di mercato. Spartaco Landini viene ingaggiato come nuovo direttore sportivo. Poco meno di un mese dopo, il 20 novembre, Landini si sospende dal ruolo per motivi di salute, per poi rescindere il contratto al termine della sessione invernale del calciomercato. Nella stessa settimana viene annunciato il termine del rapporto con l'amministratore delegato Michele Lo Nero, la cui carica viene rilevata direttamente da Laurenza; al contempo, l'ingresso in società del nuovo sponsor Unendo Energia Italiana permette di saldare il pagamento dei contributi per il mese di novembre.
Dopo cinque risultati utili tra la decima e la quindicesima giornata, il 30 novembre contro il Vicenza arriva la prima sconfitta casalinga della stagione; il giorno successivo il Tribunale Federale Nazionale assegna al Varese due punti di penalizzazione per irregolarità amministrative. Nei successivi scontri diretti arriva un punto nella gara casalinga con Virtus Entella e una sconfitta a Latina, che fanno sprofondare la squadra al penultimo posto in classifica.
Il 16 dicembre viene annunciato l'ingresso in società dell'ex giocatore Antonino Imborgia, che assume la carica di vice presidente esecutivo con delega sportiva. Il siciliano, avendo la qualifica di agente e direttore sportivo, sostituisce de facto Landini. Contemporaneamente arrivano investitori e liquidità che permettono di saldare il pagamento dei contributi anche per il mese di dicembre.
Il 16 febbraio, con la squadra ormai in piena zona retrocessione, Nicola Laurenza si dimette dalla presidenza della società, che passa nelle mani di D'Aniello e Imborgia, incaricati di cercare nuovi acquirenti. Nella stessa occasione viene anche confermato l'avvenuto pagamento di stipendi e contributi Emplas per il mese in corso.
Il rendimento della squadra, fortemente indebolita dal calciomercato invernale, peggiora tuttavia drasticamente: a seguito della sconfitta interna per 1-2 patita contro il Brescia il 28 febbraio, Stefano Bettinelli viene sollevato dall'incarico di allenatore. Al suo posto, viene ingaggiato Davide Dionigi, con un contratto fino al termine della stagione con rinnovo automatico in caso di salvezza. Costui dura tuttavia in carica per due sole partite, 8 giorni complessivi, coincise con altrettante sconfitte, contro Cittadella (3-0) e Bologna (1-3); dopo il suo esonero viene richiamato Bettinelli. Al contempo viene reintegrato nello staff anche il direttore sportivo Ambrosetti. Pochi giorni dopo lascia la carica anche Imborgia.
Il 17 marzo viene annunciato il nome del nuovo presidente, il bustocco Pierpaolo Cassarà, che il giorno precedente aveva garantito con una immissione di liquidità di rispettare il termine per il pagamento dei contributi. Un mese dopo, con la squadra ormai ultima in classifica e ad un passo dalla retrocessione, nella notte tra il 17 e il 18 aprile, ignoti vandali penetrano all'interno dello stadio Franco Ossola e ne danneggiano il campo e le strutture di gioco, lasciando altresì vari graffiti ingiuriosi contro staff e squadra. Il 2 maggio, la sconfitta interna contro il Latina sancisce la matematica retrocessione del Varese. La mancanza di investitori e di fondi, e la susseguente impossibilità di far fronte al pagamento delle imposizioni fiscali, portano inoltre all'irrogazione di due punti di penalizzazione da scontarsi nella stagione successiva.
La situazione divenne infine irrecuperabile e a fronte della mancata iscrizione alla stagione successiva la FIGC sciolse la squadra.

## Divise e sponsor
La prima divisa (sostanzialmente invariata rispetto alla stagione precedente) è bianca, con una croce rossa che si estende su tutta la parte anteriore; i profili delle maniche sono rossi, i pantaloncini bianchi con bordini rossi, la numerazione rossa e i calzettoni bianchi con risvolti rossi. La seconda divisa è rossa, con profili delle maniche, numeri e scritte bianche, una larga V bianca che parte dalle spalle per finire nella parte bassa del petto, pantaloncini in tinta e calzettoni rossi con risvolti bianchi. La terza maglia è nera, con una larga V rossa sul petto, profili rossi e calzettoni neri con risvolti rossi. Fornitore tecnico è Zeus Sport. Sponsor di maglia è Oro in Euro, il network di compravendita di oro e preziosi usati di proprietà del presidente Nicola Laurenza, cui in un secondo momento si aggiunge Unendo Energia Italiana. Sul dorso della maglia, al di sotto dei numeri, appare anche uno dei title sponsor della Serie B: la NGM (il cui marchio appare su tutte le casacche di tutte le squadre della serie cadetta).
| Casa | Trasferta | Terza divisa |

## Organigramma societario
Area direttiva
- Presidente: Nicola Laurenza (fino al 16/02), Pierpaolo Cassarà (dal 17/03)
- Vicepresidente: Paolo Vitiello
- Vicepresidente esecutivo: Antonino Imborgia (dal 16/12 all'8/03), Silvio Papini (dal 9/03)
- Direttore generale: Giuseppe D'Aniello
- Amministratore delegato: Michele Lo Nero (fino al 17/11), Nicola Laurenza
- Direttore sportivo: Gabriele Ambrosetti (fino al 21/10), Spartaco Landini (dal 22/10) e Gabriele Ambrosetti (dal 9/03)
- Direttore amministrativo: Anna Zanfardin

Area organizzativa
- Segretario generale:
- Team manager: Silvio Papini
- Dirigente accompagnatore: Pietro Frontini

Area comunicazione e marketing
- Direttore: Marcello Vitella
- Direttore comunicazione e ufficio stampa: Michele Marocco
- Responsabile commerciale: Massimo Carpino

Area legale
- Responsabile: Marco Amirante

Area sanitaria
- Responsabile sanitario: Marco Salvucci
- Medico sociale: Giulio Clerici
- Ortopedici: Carlo Montoli, Alessandro Faggetti
- Fisioterapisti: Francesco Smargiassi

Area tecnica
- Allenatore: Stefano Bettinelli (fino al 1/03), Davide Dionigi (dal 1/03), Stefano Bettinelli (dal 9/03)
- Allenatore in seconda: Oliviero Di Stefano (fino al 1/03), Lorenzo Sibilano (dal 1/03), Oliviero Di Stefano (dal 9/03)
- Preparatore dei portieri: Stefano Ciucci (fino al 1/03), Gianpaolo Spagnuolo (dal 1/03), Stefano Ciucci (dal 9/03)
- Preparatore atletico: Ivan Ferraresi (fino al 1/03), Ivan Ferraresi (dal 9/03)
- Collaboratore tecnico: Antonio Le Pera (dal 1/03), Hiroshi Komatsuzaki (dal 1/03, fino al 9/03)
- Recupero infortuni: Luca Cavaggioni
- Responsabile area scouting e osservatori: Alessandro Andreini

## Rosa
Aggiornata al febbraio 2015.
| N. |                               | Ruolo | Calciatore              |
| -- | ----------------------------- | ----- | ----------------------- |
| 1  | Italia (bandiera)             | P     | Filippo Perucchini      |
| 2  | Italia (bandiera)             | D     | Francesco Luoni         |
| 3  | Italia (bandiera)             | D     | Andrea De Vito          |
| 4  | Italia (bandiera)             | D     | Niccolò Dondoni         |
| 5  | Italia (bandiera)             | D     | Martino Borghese        |
| 6  | Italia (bandiera)             | C     | Manuele Blasi           |
| 7  | Italia (bandiera)             | C     | Luigi Falcone           |
| 8  | Italia (bandiera)             | C     | Daniele Corti           |
| 9  | Italia (bandiera)             | A     | Luca Miracoli           |
| 10 | Brasile (bandiera)            | A     | Neto Pereira (capitano) |
| 11 | Italia (bandiera)             | C     | Nunzio Di Roberto       |
| 11 | Argentina (bandiera)          | C     | Emanuel Rivas           |
| 11 | Uruguay (bandiera)            | C     | Ignacio Lores Varela    |
| 12 | Italia (bandiera)             | P     | Cosimo La Gorga         |
| 13 | Italia (bandiera)             | D     | Riccardo Fiamozzi       |
| 14 | Italia (bandiera)             | D     | Marco Rossi             |
| 14 | Ungheria (bandiera)           | D     | Krisztián Tamás         |
| 15 | Nigeria (bandiera)            | C     | Wilfred Osuji           |
| 16 | Italia (bandiera)             | D     | Alessio Cristiano Rossi |
| 17 | Italia (bandiera)             | C     | Dennis Scapinello       |
| 17 | Macedonia del Nord (bandiera) | C     | Mensur Kurtiši          |

| N. |                               | Ruolo | Calciatore         |
| -- | ----------------------------- | ----- | ------------------ |
| 18 | Italia (bandiera)             | C     | Luca Tremolada     |
| 18 | Italia (bandiera)             | A     | Alessandro Capello |
| 19 | Italia (bandiera)             | D     | Angelo Rea         |
| 20 | Italia (bandiera)             | A     | Luca Forte         |
| 21 | Italia (bandiera)             | C     | Andrea Barberis    |
| 22 | Australia (bandiera)          | P     | Mark Birighitti    |
| 22 | Italia (bandiera)             | P     | Elia Bastianoni    |
| 23 | Italia (bandiera)             | A     | Matteo Momentè     |
| 23 | Italia (bandiera)             | C     | Andrea Cristiano   |
| 24 | Italia (bandiera)             | C     | Gianpietro Zecchin |
| 25 | Rep. Ceca (bandiera)          | D     | Stefan Simič       |
| 26 | Italia (bandiera)             | C     | Loris Damonte      |
| 26 | Paraguay (bandiera)           | D     | Roger Miller Rojas |
| 27 | Italia (bandiera)             | D     | Lorenzo Laverone   |
| 27 | Croazia (bandiera)            | A     | Bruno Petković     |
| 27 | Marocco (bandiera)            | D     | Yassine Jebbour    |
| 28 | Italia (bandiera)             | C     | Leonardo Capezzi   |
| 29 | Italia (bandiera)             | A     | Arturo Lupoli      |
| 30 | Italia (bandiera)             | A     | Nicola Cornacchia  |
| 30 | Croazia (bandiera)            | C     | Antonini Čulina    |
| 32 | Macedonia del Nord (bandiera) | C     | Nikola Jakimovski  |

## Calciomercato

### Sessione estiva (dal 1/7 al 31/8)
| Acquisti         | Acquisti           | Acquisti       | Acquisti                   |
| R.               | Nome               | da             | Modalità                   |
| ---------------- | ------------------ | -------------- | -------------------------- |
| P                | Filippo Perucchini | Lecce          | prestito                   |
| D                | Martino Borghese   | Spezia         | prestito                   |
| D                | Andrea De Vito     | Avellino       | definitivo                 |
| D                | Francesco Luoni    | AlbinoLeffe    | definitivo                 |
| D                | Stefan Simič       | Milan          | prestito                   |
| D                | Krisztián Tamás    | Milan          | prestito                   |
| C                | Leonardo Capezzi   | Fiorentina     | prestito                   |
| C                | Emanuel Rivas      | Spezia         | definitivo                 |
| A                | Luca Miracoli      | Feralpisalò    | fine prestito              |
| A                | Bruno Petković     | Catania        | prestito                   |
| Altre operazioni |                    |                |                            |
| R.               | Nome               | da             | Modalità                   |
| D                | Riccardo Fiamozzi  | Torino         | riscatto compartecipazione |
| D                | Stefano Moreo      | Virtus Entella | riscatto compartecipazione |
| C                | Loris Damonte      | Genoa          | definitivo                 |
| C                | Luigi Falcone      | Lecce          | definitivo                 |
| C                | Luca Tremolada     | Inter          | rinnovo compartecipazione  |
| A                | Leonardo Pavoletti | Sassuolo       | riscatto                   |

| Cessioni         | Cessioni                | Cessioni     | Cessioni                      |
| R.               | Nome                    | a            | Modalità                      |
| ---------------- | ----------------------- | ------------ | ----------------------------- |
| P                | Walter Bressan          | -            | svincolato                    |
| D                | Alessio Cristiano Rossi | Ascoli       | prestito                      |
| D                | Rodrigo Ely             | Milan        | fine prestito                 |
| D                | Lorenzo Laverone        | Vicenza      | definitivo                    |
| D                | Luca Ricci              | Cesena       | fine prestito                 |
| D                | Lukas Spendlhofer       | Inter        | fine prestito                 |
| C                | Loris Damonte           | Messina      | prestito                      |
| C                | Nunzio Di Roberto       | Pro Vercelli | prestito                      |
| C                | Luca Tremolada          | Reggiana     | prestito                      |
| A                | Saša Bjelanović         | -            | svincolato                    |
| A                | Caetano Calil           | -            | svincolato                    |
| A                | Umberto Eusepi          | Benevento    | definitivo                    |
| A                | Matteo Momentè          | AlbinoLeffe  | prestito                      |
| A                | Leonardo Pavoletti      | Sassuolo     | controriscatto                |
| Altre operazioni |                         |              |                               |
| R.               | Nome                    | da           | Modalità                      |
| D                | Dario Toninelli         | Bassano      | risoluzione compartecipazione |
| C                | Federico Furlan         | Bassano      | risoluzione compartecipazione |

### Trasferimenti tra le due sessioni di mercato
| Acquisti | Acquisti           | Acquisti   | Acquisti |
| R.       | Nome               | da         | Modalità |
| -------- | ------------------ | ---------- | -------- |
| D        | Roger Miller Rojas | svincolato | -        |

### Sessione invernale (dal 5/1 al 2/2)
| Acquisti | Acquisti             | Acquisti       | Acquisti |
| R.       | Nome                 | da             | Modalità |
| -------- | -------------------- | -------------- | -------- |
| P        | Mark Birighitti      | Newcastle Jets | prestito |
| D        | Yassine Jebbour      | Montpellier    | prestito |
| D        | Marco Rossi          | Perugia        | prestito |
| C        | Nikola Jakimovski    | svincolato     | -        |
| C        | Antonini Čulina      | Spezia         | prestito |
| C        | Wilfred Osuji        | Modena         | prestito |
| C        | Ignacio Lores Varela | Palermo        | prestito |
| A        | Alessandro Capello   | Cagliari       | prestito |

| Cessioni | Cessioni          | Cessioni  | Cessioni      |
| R.       | Nome              | a         | Modalità      |
| -------- | ----------------- | --------- | ------------- |
| P        | Elia Bastianoni   | Livorno   | prestito      |
| D        | Krisztián Tamás   | Milan     | fine prestito |
| C        | Emanuel Rivas     | Livorno   | definitivo    |
| C        | Dennis Scapinello | Lucchese  | prestito      |
| A        | Nicola Cornacchia | Savoia    | prestito      |
| A        | Arturo Lupoli     | Frosinone | definitivo    |
| A        | Bruno Petković    | Catania   | fine prestito |

### Trasferimenti dal mercato svincolati
| Acquisti | Acquisti       | Acquisti   | Acquisti |
| R.       | Nome           | da         | Modalità |
| -------- | -------------- | ---------- | -------- |
| A        | Mensur Kurtiši | svincolato | -        |

## Risultati

### Serie B

#### Girone di andata
| Arbitro: | Pinzani (Empoli) |

|                              |           |               |
| Corti 67’ Falcone 76’ (rig.) | Marcatori | 75’ Catellani |

| Arbitro: | Ros (Pordenone) |

|                                                    |           |                               |
| Mbakogu 19’ (rig.) Poli 56’ Gagliolo 58’ Lollo 66’ | Marcatori | 11’ Petković 41’ Neto Pereira |

| Arbitro: | Maresca (Napoli) |

|                  |           |             |
| Neto Pereira 61’ | Marcatori | 61’ Vastola |

| Arbitro: | Abbattista (Molfetta) |

|                                                   |           |  |
| Marchi 21’ (rig.), 51’ Di Roberto 51’ Germano 86’ | Marcatori |  |

| Arbitro: | Abisso (Palermo) |

|                 |           |  |
| Vantaggiato 37’ | Marcatori |  |

| Arbitro: | Baracani (Firenze) |

|                                                                      |           |                                     |
| Rea 7’ Neto Pereira 23’ Lupoli 41’ (rig.) Capezzi 45+3’ Barberis 80’ | Marcatori | 58’ (rig.) M. Mancosu 66’ Nadarević |

| Arbitro: | Saia (Palermo) |

|                            |           |               |
| And. Caracciolo 70’ (rig.) | Marcatori | 90+4’ Zecchin |

| Arbitro: | La Penna (Roma) |

|                 |           |                  |
| Lupoli 18’, 36’ | Marcatori | 62’, 76’ Gerardi |

| Arbitro: | Ghersini (Genova) |

|                                     |           |  |
| Abero 15’ Acquafresca 70’ Cacia 82’ | Marcatori |  |

| Arbitro: | Manganiello (Pinerolo) |

|                                    |           |               |
| Lupoli 33’ (rig.) Neto Pereira 73’ | Marcatori | 64’ Sciaudone |

| Arbitro: | Nasca (Bari) |

|             |           |            |
| Curiale 27’ | Marcatori | 60’ Lupoli |

| Arbitro: | Maresca (Napoli) |

|                   |           |              |
| Miracoli 18’, 75’ | Marcatori | 38’ Granoche |

| Arbitro: | Ros (Pordenone) |

|                      |           |                  |
| Calaiò 6’ Rosina 41’ | Marcatori | 67’ Neto Pereira |

| Arbitro: | Mariani (Aprilia) |

|             |           |              |
| Miracoli 6’ | Marcatori | 75’ Parigini |

| Avellino 22 novembre 2014, ore 15:00 CET 15ª giornata | Avellino          | 0 – 0 referto | Varese | Stadio Partenio-Adriano Lombardi (7 500 spett.)\| Arbitro: \| Sacchi (Macerata) \| |
| Arbitro:                                              | Sacchi (Macerata) |               |        |                                                                                    |

| Arbitro: | Abbattista (Molfetta) |

|                               |           |                                       |
| Borghese 13’ Neto Pereira 89’ | Marcatori | 17’ Giacomelli 80’ Cocco 83’ Laverone |

| Arbitro: | Aureliano (Bologna) |

|                                       |           |                              |
| Falcone 45+1’ (rig.) Neto Pereira 78’ | Marcatori | 12’ S. Iacoponi 18’ M. Russo |

| Arbitro: | Manganiello (Pinerolo) |

|             |           |  |
| Viviani 74’ | Marcatori |  |

| Arbitro: | Fabbri (Ravenna) |

|                      |           |  |
| G. Ferrari 4’ (aut.) | Marcatori |  |

| Arbitro: | Merchiori (Ferrara) |

|                                  |           |  |
| Maniero 4’ (rig.) Melchiorri 51’ | Marcatori |  |

| Arbitro: | Ripa (Nocera Inferiore) |

|                            |           |  |
| Luoni 18’ Neto Pereira 78’ | Marcatori |  |

#### Girone di ritorno
| Arbitro: | Gavillucci (Latina) |

|               |           |                    |
| Giannetti 89’ | Marcatori | 79’ (rig.) Falcone |

| Arbitro: | Abisso (Palermo) |

|  |           |             |
|  | Marcatori | 24’ Mbakogu |

| Arbitro: | Roca (Foggia) |

|                  |           |                        |
| Mammarella 90+3’ | Marcatori | 22’ Lupoli 74’ Capezzi |

| Arbitro: | Di Paolo (Avezzano) |

|              |           |            |
| Borghese 89’ | Marcatori | 60’ Marchi |

| Arbitro: | Ripa (Nocera Inferiore) |

|  |           |               |
|  | Marcatori | 56’ Siligardi |

| Erice 21 febbraio 2015, ore 15:00 CET 27ª giornata | Trapani      | 0 – 0 referto | Varese | Stadio Polisportivo Provinciale (3 894 spett.)\| Arbitro: \| Nasca (Bari) \| |
| Arbitro:                                           | Nasca (Bari) |               |        |                                                                              |

| Arbitro: | Roca (Foggia) |

|              |           |                          |
| Borghese 25’ | Marcatori | 5’ Benali 73’ Quaggiotto |

| Arbitro: | Ghersini (Genova) |

|                                           |           |  |
| Stanco 12’ Coralli 30’ Minesso 41’ (rig.) | Marcatori |  |

| Arbitro: | Candussio (Cervignano del Friuli) |

|           |           |                               |
| Corti 45’ | Marcatori | 60’, 65’ Cacia 82’ G. Sansone |

| Arbitro: | Chiffi (Padova) |

|                                    |           |  |
| Sabelli 34’ Boateng 48’ Galano 81’ | Marcatori |  |

| Arbitro: | Saia (Palermo) |

|             |           |                                             |
| Zecchin 42’ | Marcatori | 24’ Dionisi 37’, 65’ M. Carlini 82’ Santana |

| Arbitro: | Ripa (Nocera Inferiore) |

|                     |           |              |
| Granoche 68’ (rig.) | Marcatori | 38’ Borghese |

| Arbitro: | Manganiello (Pinerolo) |

|  |           |                                   |
|  | Marcatori | 39’ Maniero 45’ Castro 64’ Calaiò |

| Arbitro: | Aureliano (Bologna) |

|                         |           |  |
| Goldaniga 44’ Verre 73’ | Marcatori |  |

| Arbitro: | Abbattista (Molfetta) |

|             |           |            |
| Falcone 64’ | Marcatori | 32’ Trotta |

| Arbitro: | Pezzuto (Lecce) |

|                  |           |  |
| N. Brighenti 48’ | Marcatori |  |

| Arbitro: | Ros (Pordenone) |

|  |           |              |
|  | Marcatori | 46’ L. Forte |

| Arbitro: | Ripa (Nocera Inferiore) |

|            |           |                          |
| Čulina 25’ | Marcatori | 43’ Ammari 52’ Bruscagin |

| Arbitro: | Ghersini (Genova) |

|          |           |  |
| Dezi 31’ | Marcatori |  |

| Arbitro: | Abisso (Palermo) |

|                                 |           |              |
| Jakimovski 45+2’ L. Forte 90+4’ | Marcatori | 43’ Memushaj |

| Arbitro: | Merchiori (Ferrara) |

|                                 |           |  |
| N. Viola 37’ (rig.) Božinov 88’ | Marcatori |  |

### Coppa Italia
| Arbitro: | Ghersini (Genova) |

|                                         |           |                           |
| Lupoli 20’ (rig.), 58’ Neto Pereira 53’ | Marcatori | 57’ Jidayi 92’ Migliorini |

| Arbitro: | Mazzoleni (Bergamo) |

|                  |           |  |
| Neto Pereira 90’ | Marcatori |  |

| Arbitro: | Nasca (Bari) |

|                                              |           |  |
| Konko 24’ Djordjevic 26’ Felipe Anderson 80’ | Marcatori |  |

## Statistiche
Statistiche aggiornate al 22 maggio 2015.

### Statistiche di squadra
| Competizione | Punti | In casa | In casa | In casa | In casa | In casa | In casa | In trasferta | In trasferta | In trasferta | In trasferta | In trasferta | In trasferta | Totale | Totale | Totale | Totale | Totale | Totale | DR  |
| Competizione | Punti | G       | V       | N       | P       | Gf      | Gs      | G            | V            | N            | P            | Gf           | Gs           | G      | V      | N      | P      | Gf     | Gs     | DR  |
| ------------ | ----- | ------- | ------- | ------- | ------- | ------- | ------- | ------------ | ------------ | ------------ | ------------ | ------------ | ------------ | ------ | ------ | ------ | ------ | ------ | ------ | --- |
| Serie B      | 35    | 21      | 7       | 6       | 8       | 30      | 33      | 21           | 2            | 6            | 13           | 10           | 34           | 42     | 9      | 12     | 21     | 40     | 67     | -27 |
| Coppa Italia | -     | 2       | 2       | 0       | 0       | 4       | 2       | 1            | 0            | 0            | 1            | 0            | 3            | 3      | 2      | 0      | 1      | 4      | 5      | -1  |
| Totale       | -     | 23      | 9       | 6       | 8       | 34      | 35      | 22           | 2            | 6            | 14           | 10           | 37           | 45     | 11     | 12     | 22     | 44     | 72     | -28 |

### Andamento in campionato
| Giornata  | 1 | 2  | 3  | 4  | 5  | 6  | 7  | 8  | 9  | 10 | 11 | 12 | 13 | 14 | 15 | 16 | 17 | 18 | 19 | 20 | 21 | 22 | 23 | 24 | 25 | 26 | 27 | 28 | 29 | 30 | 31 | 32 | 33 | 34 | 35 | 36 | 37 | 38 | 39 | 40 | 41 | 42 |
| --------- | - | -- | -- | -- | -- | -- | -- | -- | -- | -- | -- | -- | -- | -- | -- | -- | -- | -- | -- | -- | -- | -- | -- | -- | -- | -- | -- | -- | -- | -- | -- | -- | -- | -- | -- | -- | -- | -- | -- | -- | -- | -- |
| Luogo     | C | T  | C  | T  | T  | C  | T  | C  | T  | C  | T  | C  | T  | C  | T  | C  | C  | T  | C  | T  | C  | T  | C  | T  | C  | C  | T  | C  | T  | C  | T  | C  | T  | C  | T  | C  | T  | T  | C  | T  | C  | T  |
| Risultato | V | P  | N  | P  | P  | V  | N  | N  | P  | V  | N  | V  | P  | N  | N  | P  | N  | P  | V  | P  | V  | N  | P  | V  | N  | P  | N  | P  | P  | P  | P  | P  | N  | P  | P  | N  | P  | V  | P  | P  | V  | P  |
| Posizione | 6 | 15 | 15 | 18 | 21 | 18 | 17 | 16 | 18 | 15 | 15 | 13 | 14 | 15 | 14 | 18 | 20 | 21 | 19 | 22 | 18 | 18 | 21 | 19 | 20 | 21 | 21 | 21 | 21 | 22 | 22 | 22 | 22 | 22 | 22 | 22 | 22 | 22 | 22 | 22 | 22 | 22 |

Legenda:

Luogo: C = Casa; T = Trasferta. Risultato: V = Vittoria; N = Pareggio; P = Sconfitta.

### Statistiche dei giocatori
Sono in corsivo i calciatori che hanno lasciato la società durante la stagione.
| Giocatore          | Serie B  | Serie B | Serie B     | Serie B    | Coppa Italia | Coppa Italia | Coppa Italia | Coppa Italia | Totale   | Totale | Totale      | Totale     |
| Giocatore          | Presenze | Reti    | Ammonizioni | Espulsioni | Presenze     | Reti         | Ammonizioni  | Espulsioni   | Presenze | Reti   | Ammonizioni | Espulsioni |
| ------------------ | -------- | ------- | ----------- | ---------- | ------------ | ------------ | ------------ | ------------ | -------- | ------ | ----------- | ---------- |
| A. Barberis        | 24       | 1       | 2           | 0          | 3            | 0            | 0            | 0            | 27       | 1      | 2           | 0          |
| E. Bastianoni      | 19       | -26     | 0           | 1          | 2            | -2           | 0            | 0            | 21       | -28    | 0           | 1          |
| M. Birighitti      | 4        | -4      | 0           | 0          | -            | -            | -            | -            | 4        | -4     | 0           | 0          |
| M. Blasi           | 23       | 0       | 6           | 1          | 3            | 0            | 1            | 0            | 26       | 0      | 7           | 1          |
| M. Borghese        | 30       | 4       | 14          | 2          | 3            | 0            | 0            | 0            | 33       | 4      | 14          | 2          |
| A. Capello         | 4        | 0       | 0           | 0          | -            | -            | -            | -            | 4        | 0      | 0           | 0          |
| L. Capezzi         | 36       | 2       | 9           | 0          | 1            | 0            | 0            | 0            | 37       | 2      | 9           | 0          |
| N. Cornacchia      | 1        | 0       | 0           | 0          | 0            | 0            | 0            | 0            | 1        | 0      | 0           | 0          |
| D. Corti           | 28       | 2       | 11          | 1          | 2            | 0            | 1            | 1            | 30       | 2      | 12          | 2          |
| A. Cristiano       | 15       | 0       | 3           | 0          | 2            | 0            | 0            | 0            | 17       | 0      | 3           | 0          |
| A. Cristiano Rossi | 0        | 0       | 0           | 0          | 0            | 0            | 0            | 0            | 0        | 0      | 0           | 0          |
| A. Čulina          | 10       | 1       | 2           | 0          | -            | -            | -            | -            | 10       | 1      | 2           | 0          |
| L. Damonte         | 0        | 0       | 0           | 0          | 0            | 0            | 0            | 0            | 0        | 0      | 0           | 0          |
| A. De Vito         | 22       | 0       | 3           | 0          | 1            | 0            | 0            | 0            | 23       | 0      | 3           | 0          |
| N. Di Roberto      | 0        | 0       | 0           | 0          | 0            | 0            | 0            | 0            | 0        | 0      | 0           | 0          |
| N. Dondoni         | 3        | 0       | 2           | 0          | 0            | 0            | 0            | 0            | 3        | 0      | 2           | 0          |
| L. Falcone         | 28       | 4       | 5           | 0          | 1            | 0            | 0            | 0            | 29       | 4      | 5           | 0          |
| R. Fiamozzi        | 40       | 0       | 7           | 0          | 3            | 0            | 1            | 0            | 43       | 0      | 8           | 0          |
| L. Forte           | 20       | 2       | 3           | 0          | 0            | 0            | 0            | 0            | 20       | 2      | 3           | 0          |
| N. Jakimovski      | 10       | 1       | 2           | 0          | -            | -            | -            | -            | 10       | 1      | 2           | 0          |
| Y. Jebbour         | 2        | 0       | 1           | 0          | -            | -            | -            | -            | 2        | 0      | 1           | 0          |
| M. Kurtiši         | 3        | 0       | 0           | 0          | -            | -            | -            | -            | 3        | 0      | 0           | 0          |
| C. La Gorga        | 5        | -10     | 0           | 0          | 0            | 0            | 0            | 0            | 5        | -10    | 0           | 0          |
| L. Laverone        | 0        | 0       | 0           | 0          | 0            | 0            | 0            | 0            | 0        | 0      | 0           | 0          |
| I. Lores Varela    | 5        | 0       | 0           | 0          | -            | -            | -            | -            | 5        | 0      | 0           | 0          |
| F. Luoni           | 26       | 1       | 9           | 0          | 1            | 0            | 0            | 0            | 27       | 1      | 9           | 0          |
| A. Lupoli          | 18       | 6       | 1           | 0          | 3            | 2            | 1            | 0            | 21       | 8      | 2           | 0          |
| L. Miracoli        | 26       | 3       | 4           | 0          | 0            | 0            | 0            | 0            | 26       | 3      | 4           | 0          |
| M. Momentè         | 1        | 0       | 0           | 0          | 0            | 0            | 0            | 0            | 1        | 0      | 0           | 0          |
| W. Osuji           | 11       | 0       | 4           | 0          | -            | -            | -            | -            | 11       | 0      | 4           | 0          |
| Neto Pereira       | 30       | 9       | 3           | 0          | 3            | 2            | 0            | 0            | 33       | 11     | 3           | 0          |
| B. Petković        | 8        | 1       | 1           | 0          | 1            | 0            | 0            | 0            | 9        | 1      | 1           | 0          |
| F. Perucchini      | 15       | -27     | 0           | 0          | 1            | -3           | 0            | 0            | 16       | -30    | 0           | 0          |
| A. Rea             | 30       | 1       | 10          | 0          | 0            | 0            | 0            | 0            | 30       | 1      | 10          | 0          |
| M. Rossi           | 13       | 0       | 3           | 0          | -            | -            | -            | -            | 13       | 0      | 3           | 0          |
| E. Rivas           | 9        | 0       | 0           | 0          | 1            | 0            | 0            | 0            | 10       | 0      | 0           | 0          |
| R. Rojas           | 1        | 0       | 0           | 0          | -            | -            | -            | -            | 1        | 0      | 0           | 0          |
| D. Scapinello      | 9        | 0       | 0           | 0          | 1            | 0            | 0            | 0            | 10       | 0      | 0           | 0          |
| S. Simic           | 16       | 0       | 5           | 0          | 3            | 0            | 0            | 0            | 19       | 0      | 5           | 0          |
| K. Tamás           | 4        | 0       | 0           | 0          | 2            | 0            | 0            | 0            | 6        | 0      | 0           | 0          |
| L. Tremolada       | 1        | 0       | 0           | 0          | 2            | 0            | 0            | 0            | 3        | 0      | 0           | 0          |
| S. Truzzi          | 1        | 0       | 0           | 0          | 0            | 0            | 0            | 0            | 1        | 0      | 0           | 0          |
| G. Zecchin         | 27       | 2       | 6           | 1          | 3            | 0            | 1            | 0            | 30       | 2      | 7           | 1          |

## Giovanili

### Organigramma societario
Area direttiva
- Responsabile: Giorgio Scapini
- Direttore generale: Alessandro Andreini
- Coordinatore tecnico: Mario Belluzzo
- Responsabile Scouting: Roberto Verdelli
- Segretario: Marco Bof

Area Tecnica
- Allenatore Primavera: Gianluca Antonelli
- Allenatore Berretti: Erminio Russo
- Allenatore Allievi Nazionali A e B: Paolo Tresoldi
- Allenatore Allievi Nazionali I e II Div.: Davide Cordone
- Allenatore Giovanissimi Nazionali: Pierluigi Gennari
- Allenatore Giovanissimi Regionali: Andrea Scandroglio
- Preparatore Portieri Primavera: Oscar Verderame
- Preparatore portieri: Massimiliano Del Caro
- Preparatore Atletico Primavera: Fabrizio Borri

Scuola Calcio
- Presidente ad honorem: Alfredo Speroni
- Direttore generale: Alessandro Andreini
- Responsabili tecnici: Stefano Milanta e Paolo Masini
- Responsabile organizzativo: Nicola Piatti
- Responsabile Progetto Bimbo, Progetto Scuola, Piccoli Amici: Marco Caccianiga
- Responsabile Progetto Affiliate Corsari Biancorossi: Stefano Milanta
- Responsabile Area Medica: Dott. Antonio Pascazio